# Soggetto (filosofia)
(Sant'Agostino, De vera religione, 39)
Il soggetto, in filosofia, è un termine che ha assunto una varietà di significati:
- un essere, sostrato[1] sostanziale di qualità che lo configurano particolarmente e accidentalmente;
- elemento soggettivo che determina una data sostanza nella sua singolare peculiarità;
- termine che, in età moderna, viene riferito alla coscienza individuale e all'autocoscienza intesa come attività consapevole dell'io.

Il termine deriva dal latino subiectus (participio passato di subicere, composto da sub, sotto e iacere gettare, quindi assoggettare) letteralmente significa "quello posto sotto", "ciò che sta sotto".

## Il ribaltamento di significato nella storia del concetto
In filosofia il concetto di soggetto ha subito un ribaltamento del suo significato originario. Inizialmente il termine si riferisce a un concetto di essenzialità immutabile, ad una "oggettività" ben determinata e certa. Successivamente il significato si capovolge assumendo il valore di ciò che è apparentemente vero nell'ambito della soggettività individuale. Il termine latino infatti traduce l'originario greco ὑποκείμενον (hypokeimenon), che vuol dire appunto "ciò che sta sotto", ciò che secondo il pensiero antico è nascosto all'interno della cosa sensibile come suo fondamento ontologico.
Quindi soggetto (ὑποκείμενον/subiectus) è la sostanza (sub stantia), ciò che di un ente non muta mai, ciò che propriamente e primariamente è inteso come elemento ineliminabile, costitutivo di ogni cosa per cui lo si distingue da ciò che è accessorio, contingente, e che Aristotele chiama "accidente": anzi, è proprio la sostanza che sorregge gli accidenti rappresentati da quelle qualità sensibili che mutano la loro apparenza nel tempo e nello spazio.
Sempre in Aristotele, poi, il soggetto assume anche una funzione sul piano logico-linguistico che corrisponde al piano del soggetto nella sua realtà: il soggetto nel giudizio è il punto di partenza, la base a cui viene attribuito, affermativamente o negativamente, il predicato mutevole.
Un terzo aspetto particolare del soggetto in Aristotele è che questi non è soltanto sostanza, il sostrato materiale delle cose ma poiché ad ogni materia è inevitabilmente connessa una forma, il soggetto-sostanza è "sinolo" (synolon), unione indissolubile di materia e forma: «Questo primo sostrato suole essere identificato in primo luogo con la materia, in secondo luogo con la forma e in terzo luogo con il composto di entrambe».
Il ribaltamento soggetto-oggetto inizia con Cartesio che pure mantiene una realtà sostanziale al pensiero soggettivo che definisca res cogitans, sostanza pensante. Ma poiché l'attività senziente viene concepita inizialmente come attributo del soggetto corporeo cui inerisce, «il termine soggetto è adoperato per designare, in genere, la coscienza e il pensiero, mentre il suo opposto passa a indicare la realtà che esiste in sé e che quindi è il termine cui il pensiero deve adeguarsi. Di conseguenza, nella stessa realtà si presenta come soggetto ciò che non si può pensare esistente se non in funzione del pensiero, e come oggettivo ciò che invece sussiste in sé indipendentemente dal suo essere conosciuto.»
Nel lessico moderno, allora, "soggetto" fa coppia con "oggetto": da una parte c'è qualcuno che pensa, vuole, accetta, respinge, desidera, teme, ecc. (soggetto); dall'altra, necessariamente, c'è qualcosa che è pensato, voluto, accettato, respinto, desiderato, temuto, ecc. (oggetto). Nell'Ottocento, "soggetto" assume una serie di nuovi significati come "interiorità", "libertà" o anche "umanità", in quanto contrapposte alla Natura ed alla cieca materia. Dualismi come libertà/necessità, Spirito/Materia, Uomo/Natura, si possono ricondurre a quello fondamentale soggetto/oggetto. Questo insieme di significati è relativamente recente. Oggi si potrebbe meglio parlare di "autocoscienza" o anche "mente" contrapposta a "realtà esterna".

### Gli antichi
Nel pensiero antico, almeno tra i presocratici, l'interiorità come già accennato non viene contrapposta alla "realtà esterna": uomo e cosmo sono concepiti in stretta unità. Pertanto il primo pensiero greco non tematizza il soggetto. Il primo concetto filosofico, archè, indica il fondamento della legge naturale e di quella umana. Eraclito vede un'unica legge, un'armonia generale, operante nella natura e nella mente umana, il Lògos. Parmenide afferma che «lo stesso è pensare ed essere», ed «è necessario che il dire ed il pensare siano essere».
Per Anassagora il Noùs è l'intelletto che governa il cosmo e che, a livello umano, pensa ed agisce. In tutti questi casi non si ha una chiara distinzione tra soggetto ed oggetto.
I Sofisti occupano un posto a parte: essi rifiutano in generale il concetto di "realtà", verso la quale ostentano uno scetticismo o un relativismo che è la loro caratteristica peculiare, per concentrarsi sul mondo umano. Socrate prosegue con il suo celebre "so di non sapere" al quale viene riportata l'autocoscienza. La Natura è inconoscibile, ed il compito proprio del filosofo diventa: «conosci te stesso». La ricerca si orienta verso l'interiorità dove troviamo il concetto universale di bene e male, virtù e vizio, giusto ed ingiusto, ecc.
Con Platone il concetto diventa Idea, da sempre presente nell'Iperuranio, mondo trascendente eterno e divino. Platone afferma la separazione tra pensiero (le Idee) e materia (le loro copie sensibili), ma attribuisce realtà oggettiva solo alle Idee: viene confermata l'unità tra soggetto ed oggetto, tra pensiero e realtà, ma tale unità viene sottratta alla sfera propriamente umana. La vita individuale è sede della dòxa, apparenza ed errore, mentre solo l'anamnesi, ovvero la visione dell'essere ideale, porta alla Verità. Così la filosofia, dal punto di vista della dòxa, si presenta come "fuga dal mondo" ed "esercizio di morte".
Aristotele elabora un'ampia teoria sul soggetto, che coincide appunto con l'upo-kéimenon: è il substrato, il fondamento su cui "poggiano" le qualità accidentali (soggetto metafisico); è il soggetto grammaticale, di cui si dicono i vari predicati (soggetto logico). Aristotele afferma che «la sostanza pare che sia in primo luogo il soggetto di ogni cosa». Alla sostanza competono numerosi altri aspetti (potenza, atto, materia, forma, entelechia ecc.), a seconda del contesto; ma tutti questi aspetti o significati afferiscono a quello fondamentale, che è la sostanza come soggetto. Perciò il soggetto umano, nel senso moderno, è solo un caso particolare di sostanza e di soggetto.
Riassumendo la posizione greca: con l'eccezione dei Sofisti, si riteneva che nella realtà del Cosmo l'Uomo e la Natura costituissero una unità o un'armonìa, o un rapporto di tensione, dove un principio unico (arché) li univa, e dove in ogni caso la sostanza (ciò che è esterno alla nostra mente) prevale ontologicamente sul soggetto (la mente).

### Dal Neoplatonismo al Rinascimento
Con il Neoplatonismo la coppia soggetto/oggetto si presenta a livello cosmico, dove il polo soggettivo della realtà (che si manifesta ovunque, dall'Uomo al mondo divino) è unito a quello oggettivo (Essere), ma sono entrambi subordinati al Principio unico o Uno, anzi sono derivati da esso per emanazione. L'autocoscienza umana, il «so di esistere» non è che un riflesso, una manifestazione particolare dell'autocoscienza dell'Uno, che anche Plotino chiama Noùs (Intelletto). Si ha di nuovo la coincidenza tra soggetto e oggetto e l'"assorbimento" dell'intelletto umano in una dimensione intellettiva universale.
Sulla scorta di Aristotele, nel Medioevo il soggetto assume un significato ‘oggettivo’: il soggetto del discorso, l'argomento di cui si parla. Questo uso è corrente nel mondo anglosassone (subject, sinonimo di matter). Nonostante le apparenze, nemmeno Agostino si oppone al realismo filosofico: il suo protagonista è sì l'anima, l'interiorità; ma, come per Platone, l'anima vive e pensa grazie all'illuminazione divina: il soggetto umano dipende in tutto da una Verità che lo trascende.
Col Cristianesimo si ha comunque ad una nuova concezione di Dio rispetto a quella greca: non più come entità impersonale, o semplice fondamento oggettivo della natura, ma come Soggetto vivo e pensante, di cui l'uomo è immagine e somiglianza. Nella disputa sugli universali, Tommaso d'Aquino prende posizione a favore del realismo, nel contesto tuttavia di un'autocoscienza del soggetto ricondotta alla trascendenza divina.
Su questa strada anche il Rinascimento descrive variamente l'interiorità come contatto con l'universale che si riflette nell'umano. Anima mundi (Ficino), Mens insita omnibus (Bruno), Intelletto (Cusano), sono espressioni e dottrine che esprimono quest'adesione del soggetto umano alla dimensione cosmica del Soggetto assoluto: l'uomo è un microcosmo che contiene in sé gli estremi opposti dell'universo, in quanto specchio dell'Uno dal quale proviene tutta la realtà. La natura partecipa di questa soggettività universale, essendo tutta viva e animata, non un meccanismo automatizzato ma abitata da forze e presenze nascoste.

### La filosofia moderna
Nel '600 si verificano due processi paralleli: con Galileo Galilei si inaugura la visione scientifico-matematica della Natura; con Cartesio viene inaugurata la visione moderna del soggetto. Questo duplice processo costituisce la base del dualismo soggetto/oggetto, e riflette la nuova consapevolezza da parte dell'uomo europeo del proprio potere sulla Natura.
Cartesio parte dall'evidenza che nella mia mente vi sono molteplici Idee, di varia natura (il significato cartesiano è differente da quello platonico: esse sono solo nella mia mente). Io non posso essere sicuro che a queste Idee corrisponda una realtà esterna al mio pensiero. Nel rapporto tra il mio pensiero e le Idee spesso l'oggetto (di cui l'idea è la mia rappresentazione mentale) non esiste materialmente: esso può essere immaginato, inventato, anticipato, ecc. Ma vi è soprattutto l'errore, ovvero la non-esistenza reale dell'oggetto pensato come reale. Quindi si può esercitare un costante dubbio circa la esistenza reale dell'oggetto, ma non si può mai dubitare della presenza delle Idee nella mente né dell'esistenza dell'io che dubita. Cartesio ha fortemente sbilanciato la coppia soggetto/oggetto a favore del primo termine. La celebre proposizione del "Cogito, ergo sum" riassume un lungo ragionamento che si può esprimere così: 
1. Posso dubitare di essere ingannato riguardo qualunque verità (dubbio iperbolico), ma non posso ingannarmi sul fatto di essere io il soggetto ingannato;
2. Se sto dubitando e ponendomi queste domande è necessario che io esista almeno quando me le pongo;
3. Poiché infatti posso liberamente dubitare di tutto, non posso invece dubitare del mio libero atto del dubitare, di essere un pensiero che dubita;
4. L'attributo necessario alla mia sostanza è il pensiero, poiché non sono in grado di concepirmi distinto da esso.

Su questa base Cartesio costruisce un prototipo di quella che si può definire "metafisica del soggetto", dove l'io individuale diventa la prima sostanza, in ordine logico, e l'unica che possa costituire il fondamento dell'esistenza di tutte le altre. Determinante per la successiva elaborazione sul soggetto è il dualismo res cogitans/res extensa. Il pensiero è contrapposto alla Natura ed alla materia, che Cartesio identifica con l'estensione spaziale degli oggetti. Dal dualismo res cogitans/res extensa si svilupperà il meccanicismo come visione matematica e deterministica della Natura. Dopo Cartesio restano alcuni punti fermi:
1. L'autocoscienza umana non si aggiunge alla coscienza delle altre cose, ma è, per definizione, antecedente ad esse (Kant dirà: a priori) poiché soltanto nell'autocoscienza si manifesta tutto il resto;
2. Le "cose", che il senso comune vuole esistenti di per sé, esistono anzitutto nella coscienza; la loro esistenza indipendente come sostanze va invece dimostrata;
3. L'autocoscienza è perciò il sub-iectum delle altre cose, poiché mi viene data preliminarmente rispetto ad esse ed è capace di interrogarsi sulla loro esistenza. Anzi, la sostanza vera diviene la sostanza che si interroga sulla Verità.

Con Leibniz tuttavia si ha una nuova metafisica del soggetto, più complessa del semplice dualismo cartesiano, basata sulla pluralità delle sostanze, che torna a riunificare la dimensione del pensiero con quella dell'essere secondo l'ottica platonico-aristotelica; le idee, vere e proprie realtà pensanti che si esprimono nel soggetto metafisico (la monade, corrispondente nell'uomo alla sua mente) hanno di nuovo il ruolo di fondamento della verità. Infatti il giudizio, nella sua forma logica “S è P”, è vero quando il predicato è già contenuto nel soggetto, che è la sua causa o, per dirla con Leibniz, la sua ragion sufficiente. Il soggetto logico S esprime la sostanza reale o monade, che quindi è la causa della verità, sia in senso logico (come soggetto del giudizio), che ontologico (come ragion sufficiente del predicato). Se è vero che «Colombo scoprì l'America» (nel celebre esempio di Leibniz), la ragione di tale scoperta risiede nel soggetto, cioè in Colombo stesso. Leibniz descrive un soggetto già simile all'uomo moderno, come individuo indipendente dagli altri («la monade non ha porte né finestre»), dotato di una sua energia vitale (appetitus) e di una libertà e finalità sua propria (l'entelechia aristotelica), ma inserendolo entro un quadro organico d'insieme, fondato sul concetto scolastico di «armonia prestabilita».
L'empirismo inglese, prima con John Locke e poi più decisamente con David Hume, reagisce a questa "sostanzializzazione" del soggetto criticando sia la nozione di "sostanza" (Locke), che poi quella stessa di “soggetto“ (Hume). Ma in tal modo l'empirismo perviene allo scetticismo, all'impossibilità di poggiare la concordanza tra soggetto e predicato su solide basi: ne va di mezzo la possibilità della conoscenza scientifica. Come in Cartesio, seppur partendo da una prospettiva opposta, gli empiristi giungono così a un dualismo, ad una frattura tra la dimensione soggettiva dell'esperienza, e quella oggettiva della realtà esterna. Questa frattura tra la realtà e le sue rappresentazioni soggettive derivanti dall'esperienza verrà radicalizzata da Kant come opposizione tra fenomeno e cosa in sé (vedi oltre).
Concludendo sul pensiero moderno: all'opposto di quello antico, ora è il soggetto a prevalere sull'oggetto esterno, fino a diventare esso stesso un'entità metafisica autonoma (Cartesio), generando per reazione la negazione della sostanza (empirismo).

### Kant e l'Idealismo
Con Kant si ha la "rivoluzione copernicana" che mette il soggetto al centro del sistema della conoscenza, facendo ruotare gli oggetti intorno alle sue forme a priori (quelle sensibili, cioè spazio e tempo, e le dodici categorie dell'intelletto). Il soggetto da individuo si fa soggetto trascendentale o puro: l'Io penso. Le forme a priori, infatti, su cui si fonda l'oggettività delle conoscenze empiriche, a loro volta poggiano su una forma universale, che è appunto il soggetto puro. Scrive Kant: «L'Io penso (…) deve poter accompagnare tutte le mie rappresentazioni, poiché altrimenti in me verrebbe rappresentato qualcosa che non potrebbe affatto venir pensato». Il pensare dunque è un atto originario dell'io puro. Scrive ancora Kant: «La chiamo (...) originaria, poiché essa è quella autocoscienza che, col produrre la rappresentazione "Io penso", non può essere preceduta da nessun'altra rappresentazione, poiché condizione a priori di tutte le altre rappresentazioni». Il soggetto empirico, l'io in carne ed ossa, deve la sua stessa identità (per cui io so di essere io) alla forma preesistente dell'Io penso, che è la medesima per tutti i soggetti empirici. L'Io penso kantiano non ha però un carattere sostanziale o metafisico come quello cartesiano, poiché è soltanto una forma, un contenitore: mentre i suoi contenuti sono i pensieri che i singoli soggetti empirici costruiscono sulla realtà fenomenica, ben distinta dalla cosa-in-sé; quest'ultima sussiste indipendentemente e al di fuori del soggetto, ed è pertanto inconoscibile. In questo limite conoscitivo del soggetto si manifestano il criticismo e l'avversione di Kant per la metafisica razionalistica. In Kant non abbiamo una metafisica del soggetto vera e propria, ma piuttosto una visione antropocentrica della Natura, in cui i nessi (logici e fisici) tra gli oggetti naturali non valgono di per sé, ma solo in relazione ad un soggetto generale, generico. La Natura è tale in relazione all'Uomo.
Da Kant all'idealismo il passo è breve: è sufficiente rimuovere la cosa-in-sé. Avremo così un soggetto trascendentale dotato di forma e contenuto, principio metafisico della realtà, sia di quella del soggetto (libertà, conoscenza) sia di quella dell'oggetto (Natura, materia). Così in Fichte e Schelling l'Io assoluto è l'origine non solo dell'autocoscienza umana ma anche del non-io o Natura: l'identità di questi due termini è un'unione "immediata", attingibile solo al di là dell'opera mediatrice della ragione, tramite intuizione. Veniva perciò ripristinata l'unità indissolubile di soggetto e oggetto tipica della metafisica neoplatonica.
Soggetto e oggetto, pensiero ed essere, vengono unificati secondo Hegel nel momento in cui la ragione prende coscienza che l'uno non può esistere senza l'altro, che un oggetto è tale solo in rapporto a un soggetto, e viceversa. A differenza di Schelling e delle filosofie precedenti, che pure ben conoscevano una tale dialettica soggetto/oggetto, nel sistema hegeliano è la ragione stessa che opera quest'unificazione, via via che ne prende coscienza, mentre nella metafisica tradizionale si trattava di un'unità già data a priori, sin dall'inizio, che la ragione si limitava a riconoscere, non a costruire da sola. Ne consegue in Hegel un'identità composita, non più immediata, dei due termini contrapposti.
Hegel identifica esplicitamente il soggetto con l'Assoluto, ed infine con il Dio cristiano, ma diversamente dai suoi predecessori li congiunge in forma "mediata", generando quindi nuovamente un dualismo. Secondo Hegel, «che la sostanza sia essenzialmente Soggetto, ciò è espresso nell'enunciazione dell'Assoluto come Spirito», ma quel che ancora mancava al soggetto puro era la concretezza dello svolgersi della vita umana nella dimensione storico-culturale, sociale, politica. Così egli elabora la nozione di "Spirito" (Geist) come soggetto unico ed assoluto che però inizialmente non sa di esserlo, per cui tutta la storia umana consiste in un progressivo prendere coscienza di sé da parte dello Spirito, proprio attraverso le vicende (politiche, culturali, religiose) degli uomini e dei popoli. Le diverse figure attraverso cui lo Spirito si autoconosce sono narrate nella Fenomenologia dello spirito, che è una sorta di storia romanzata della autocoscienza: essa inizia come semplice io empirico (certezza sensibile), ma poi attraverso numerosi passaggi dialettici diviene sempre più universale. Infine Hegel identifica lo Spirito con la stessa filosofia, che è l'autocoscienza dell'intera umanità e dove forma e contenuto coincidono, grazie all'opera mediatrice della razionalità; così Hegel si ritiene colui che ha dato alla Ragione illuministica il suo significato più pieno. Il successivo "sistema filosofico" dell'Enciclopedia delle scienze filosofiche in compendio (1817), basato sulla "dialettica" e suddiviso in Idea, Natura e Spirito, descrive le forme, progressivamente più vere e concrete, attraverso cui la realtà (o Idea, che Hegel definisce classicamente come "i pensieri di Dio") viene pensata e diviene così contenuto dell'autocoscienza universale o Spirito.
Dallo Spirito hegeliano all'uomo concreto, sociale, storico, economico, il passo è di nuovo breve. La sinistra hegeliana e soprattutto Marx traducono l'idealismo in materialismo storico. Se per l'idealismo il soggetto è l'origine dell'autocoscienza e della Natura, per Marx il soggetto della storia è la classe sociale, ovvero un'autocoscienza collettiva costituita dalla sua dimensione economica, dalla sua posizione nel sistema produttivo. Marx traduce in forma consapevole il dominio dell'uomo sulla Natura ed infine sulla società, ovvero su sé stesso. I suoi strumenti non sono più (o non solo) il puro pensiero e la "scienza" newtoniana, ma piuttosto il lavoro e la tecnica come forme di umanizzazione della Natura. Il Progresso è il destino inevitabile del soggetto umano e storico. Il soggetto si lega inestricabilmente alla dimensione della tecnica, cosa non certo priva di significato. Heidegger rileva lo stretto legame tra l'affermarsi del dominio filosofico del soggetto e l'affermarsi della tecnica come orizzonte esistenziale dell'uomo moderno.

## Il soggetto oggi
La filosofia già da un secolo va annunciando in varie forme la "morte del soggetto". Il soggetto ha fatto da supporto alla Rivoluzione scientifica e poi all'Illuminismo ed in generale al periodo storico in cui l'Europa è stata (e si è messa) al centro del mondo. La Rivoluzione Copernicana esprime un ottimismo della ragione che oggi per molti aspetti è entrato in crisi. La filosofia e l'epistemologia contemporanee hanno in vari modi portato oltre la relazione soggetto/oggetto quale unico fondamento della conoscenza della Natura.